# Élections législatives de 1792 dans l'Aisne
Les élections législatives françaises de 1792 se déroulent du 4 au 7 septembre 1792. Dans l'Aisne, douze députés  sont à élire dans le cadre d'un scrutin plurinominal majoritaire.

## Mode de scrutin
En vertu des décrets des 10 et 12 août 1792, les députés de la Convention nationale sont élus au suffrage universel indirect.
Au premier degré, la distinction entre citoyens "actifs" et "passifs" est abolie. Peuvent voter les citoyens satisfaisant aux quatre conditions suivantes :
- être âgé d'au moins 21 ans ;
- être domicilié dans le département de l'Aisne depuis au moins une année ;
- être propriétaire ou usufruiter de biens dépassant un certain montant (variable en fonction des territoires) ;
- ne pas être dans un état de domesticité.

Ces citoyens, réunis dans les assemblées primaires, désignent les électeurs, à raison d'un électeur pour cent citoyens.
Au second degré, ces électeurs, réunis à Laon, élisent les douze députés et les quatre suppléants du département.

## Élus

### Députés
| Député sortant                       |  | Parti       | Député élu ou réélu              |  | Parti       |
| ------------------------------------ |  | ----------- | -------------------------------- |  | ----------- |
| Jean Antoine Debry                   |  | Montagnards | Jean Antoine Debry               |  | Montagnards |
| Nicolas-Marie Quinette               |  | Montagnards | Nicolas-Marie Quinette           |  | Montagnards |
| Jean-Étienne Fache                   |  | Girondins   | Louis Antoine de Saint-Just      |  | Montagnards |
| Pierre Loysel                        |  | Marais      | Pierre Loysel                    |  | Marais      |
| Jean-François Belin                  |  | Marais      | Jean-François Belin              |  | Marais      |
| Jean-Jacques Fiquet                  |  | Marais      | Jean-Jacques Fiquet              |  | Marais      |
| Louis-François Bernier               |  | Marais      | Nicolas de Condorcet             |  | Marais      |
| Louis-Jean-Samuel Joly de Bammeville |  | Marais      | Louis Etienne Beffroy            |  | Marais      |
| François Louis Prudhomme             |  | Marais      | André Dupin de Beaumont          |  | Marais      |
| François Lobjoy                      |  | Marais      | Michel Edme Petit                |  | Marais      |
| Guillaume Ducreux                    |  | Marais      | Jean Philbert Le Carlier d'Ardon |  | Marais      |
| Hyacinthe Prosper Carlier            |  | Feuillants  | Thomas Paine*                    |  | Marais*     |

* Egalement élu à Arras, Thomas Paine choisit de représenter le Pas-de-Calais à la Convention. En conséquence, il est remplacé par Pierre-Charles Pottofeux.

### Suppléants
| Suppléant élu                  |  | Parti       |
| ------------------------------ |  | ----------- |
| Pierre-Charles Pottofeux*      |  | Montagnards |
| Augustin Bouchereau**          |  | Marais      |
| Pierre-Éloi Fouquier d'Hérouël |  | Marais      |
| Pierre-Joachim Dormay***       |  | Marais      |

* Pierre-Charles Pottofeux est appelé à siéger le 12 septembre 1792, à la suite du renoncement de Thomas Paine.
** Augustin Bouchereau est appelé à siéger le 8 novembre 1792, à la suite de la démission de Pierre-Charles Pottofeux.
** Pierre-Joachim Dormay est appelé à siéger le 2 avril 1795, à la suite du décès de Louis-Antoine de Saint-Just et du renoncement de Pierre-Eloi Fouquier d'Hérouël.

## Résultats

### Résultats globaux
|            | Marais       | 352 | 56,38  | 9 |  |  |
|            |              |     |        |   |  |  |
|            | Montagnards  | 117 | 18,68  | 3 |  |  |
|            |              |     |        |   |  |  |
|            | Inclassables | 156 | 24,94  |   |  |  |
|            |              |     |        |   |  |  |
| Votants    | Votants      | 624 | 96,03  |   |  |  |
| Abstention | Abstention   | 26  | 3,97   |   |  |  |
| Electeurs  | Electeurs    | 650 | 100,00 |   |  |  |

### Résultats détaillés

#### Premier député
- Député élu : Nicolas Marie Quinette (Montagnards), sortant.

| Candidat         | Candidat                | Parti       | Premier tour | Premier tour |
| Candidat         | Candidat                | Parti       | Voix         | %            |
| ---------------- | ----------------------- | ----------- | ------------ | ------------ |
|                  | Nicolas Marie Quinette* | Montagnards | 525          | 80,77        |
|                  | Autres candidats        | Divers      | 125          | 19,23        |
|                  |                         |             |              |              |
| Votants          | Votants                 | Votants     | 650          | 100,00       |
| Abstention       | Abstention              | Abstention  | 0            | 0,00         |
| Electeurs        | Electeurs               | Electeurs   | 650          | 100,00       |
| * député sortant |                         |             |              |              |

#### Second député
- Député élu : Jean Antoine Debry (Montagnards), sortant.

| Candidat         | Candidat            | Parti       | Premier tour | Premier tour |
| Candidat         | Candidat            | Parti       | Voix         | %            |
| ---------------- | ------------------- | ----------- | ------------ | ------------ |
|                  | Jean Antoine Debry* | Montagnards | 525          | 83,47        |
|                  | Autres candidats    | Divers      | 104          | 16,53        |
|                  |                     |             |              |              |
| Votants          | Votants             | Votants     | 629          | 96,77        |
| Abstention       | Abstention          | Abstention  | 21           | 3,23         |
| Electeurs        | Electeurs           | Electeurs   | 650          | 100,00       |
| * député sortant |                     |             |              |              |

#### Troisième député
- Député élu : Louis Etienne Beffroy (Marais).

| Candidat   | Candidat              | Parti      | Premier tour | Premier tour |
| Candidat   | Candidat              | Parti      | Voix         | %            |
| ---------- | --------------------- | ---------- | ------------ | ------------ |
|            | Louis Etienne Beffroy | Marais     | 401          | 62,85        |
|            | Autres candidats      | Divers     | 237          | 37,15        |
|            |                       |            |              |              |
| Votants    | Votants               | Votants    | 638          | 98,15        |
| Abstention | Abstention            | Abstention | 12           | 1,85         |
| Electeurs  | Electeurs             | Electeurs  | 650          | 100,00       |

#### Quatrième député
- Député élu : Thomas Paine (Marais).

| Candidat           | Candidat               | Parti      | Troisième tour* | Troisième tour* |
| Candidat           | Candidat               | Parti      | Voix            | %               |
| ------------------ | ---------------------- | ---------- | --------------- | --------------- |
|                    | Thomas Paine**         | Marais     | 365             | 59,84           |
|                    | Jean-Jacques Fiquet*** | Marais     | 245             | 40,16           |
|                    |                        |            |                 |                 |
| Votants            | Votants                | Votants    | 610             | 93,85           |
| Abstention         | Abstention             | Abstention | 40              | 6,15            |
| Electeurs          | Electeurs              | Electeurs  | 650             | 100,00          |
| *** député sortant |                        |            |                 |                 |

* Les résultats détaillés des deux premiers tours ne sont pas connus. MM. Paine et Fiquet arrivent nettement en tête sans qu'aucun n'atteigne jamais la majorité absolue.
** M. Paine refuse cette élection pour devenir député du Pas-de-Calais.

#### Cinquième député
- Député élu : Louis Antoine de Saint-Just (Montagnards).

| Candidat   | Candidat                    | Parti       | Premier tour | Premier tour |
| Candidat   | Candidat                    | Parti       | Voix         | %            |
| ---------- | --------------------------- | ----------- | ------------ | ------------ |
|            | Louis Antoine de Saint-Just | Montagnards | 349          | 58,17        |
|            | Autres candidats            | Divers      | 251          | 41,83        |
|            |                             |             |              |              |
| Votants    | Votants                     | Votants     | 600          | 92,31        |
| Abstention | Abstention                  | Abstention  | 50           | 7,69         |
| Electeurs  | Electeurs                   | Electeurs   | 650          | 100,00       |

#### Sixième député
- Député élu : Jean-François Belin (Marais), sortant.

| Candidat          | Candidat              | Parti      | Troisième tour* | Troisième tour* |
| Candidat          | Candidat              | Parti      | Voix            | %               |
| ----------------- | --------------------- | ---------- | --------------- | --------------- |
|                   | Jean-François Belin** | Marais     | 349             | 58,17           |
|                   | Autres candidats      | Divers     | 251             | 41,83           |
|                   |                       |            |                 |                 |
| Votants           | Votants               | Votants    | 600             | 92,31           |
| Abstention        | Abstention            | Abstention | 50              | 7,69            |
| Electeurs         | Electeurs             | Electeurs  | 650             | 100,00          |
| ** député sortant |                       |            |                 |                 |

* Les résultats détaillés des deux premiers tours ne sont pas connus. Confus, ils ne permettent pas à un candidat de se détacher nettement. Pour hâter le vote et limiter l'abstention, les électeurs adoptent à l'unanimité une motion qui prive de salaire les électeurs qui s'abstiendront plus de trois fois.

#### Septième député
- Député élu : Michel Edme Petit (Marais).

| Candidat   | Candidat             | Parti      | Troisième tour* | Troisième tour* |
| Candidat   | Candidat             | Parti      | Voix            | %               |
| ---------- | -------------------- | ---------- | --------------- | --------------- |
|            | Michel Edme Petit    | Marais     | 343             | 53,26           |
|            | Nicolas de Condorcet | Marais     | 301             | 46,74           |
|            |                      |            |                 |                 |
| Votants    | Votants              | Votants    | 644             | 99,08           |
| Abstention | Abstention           | Abstention | 6               | 0,92            |
| Electeurs  | Electeurs            | Electeurs  | 650             | 100,00          |

*Les résultats détaillés des deux premiers tours ne sont pas connus. MM. Petit et Condorcet obtiennent des scores comparables.

#### Huitième député
- Député élu : Nicolas de Condorcet (Marais).

| Candidat   | Candidat             | Parti      | Premier tour | Premier tour |
| Candidat   | Candidat             | Parti      | Voix         | %            |
| ---------- | -------------------- | ---------- | ------------ | ------------ |
|            | Nicolas de Condorcet | Marais     | 565          | 87,73        |
|            | Autres candidats     | Divers     | 79           | 12,27        |
|            |                      |            |              |              |
| Votants    | Votants              | Votants    | 644          | 99,08        |
| Abstention | Abstention           | Abstention | 6            | 0,92         |
| Electeurs  | Electeurs            | Electeurs  | 650          | 100,00       |

#### Neuvième député
- Député élu : Jean-Jacques Fiquet (Marais), sortant.

| Candidat   | Candidat             | Parti      | Premier tour | Premier tour |
| Candidat   | Candidat             | Parti      | Voix         | %            |
| ---------- | -------------------- | ---------- | ------------ | ------------ |
|            | Jean-Jacques Fiquet* | Marais     | 433          | 76,50        |
|            | Autres candidats     | Divers     | 133          | 23,50        |
|            |                      |            |              |              |
| Votants    | Votants              | Votants    | 566          | 87,08        |
| Abstention | Abstention           | Abstention | 84           | 12,92        |
| Electeurs  | Electeurs            | Electeurs  | 650          | 100,00       |

#### Dixième député
- Député élu : Marie Jean François Philibert Le Carlier d'Ardon (Marais).

| Candidat   | Candidat                                         | Parti      | Premier tour | Premier tour |
| Candidat   | Candidat                                         | Parti      | Voix         | %            |
| ---------- | ------------------------------------------------ | ---------- | ------------ | ------------ |
|            | Marie Jean François Philibert Le Carlier d'Ardon | Marais     | 423          | 65,38        |
|            | Autres candidats                                 | Divers     | 224          | 34,62        |
|            |                                                  |            |              |              |
| Votants    | Votants                                          | Votants    | 647          | 99,54        |
| Abstention | Abstention                                       | Abstention | 3            | 0,46         |
| Electeurs  | Electeurs                                        | Electeurs  | 650          | 100,00       |

#### Onzième député
- Député élu : Pierre Loysel (Marais), sortant.

| Candidat         | Candidat         | Parti      | Premier tour | Premier tour |
| Candidat         | Candidat         | Parti      | Voix         | %            |
| ---------------- | ---------------- | ---------- | ------------ | ------------ |
|                  | Pierre Loysel*   | Marais     | 331          | 51,24        |
|                  | Autres candidats | Divers     | 315          | 48,76        |
|                  |                  |            |              |              |
| Votants          | Votants          | Votants    | 646          | 99,38        |
| Abstention       | Abstention       | Abstention | 4            | 0,62         |
| Electeurs        | Electeurs        | Electeurs  | 650          | 100,00       |
| * député sortant |                  |            |              |              |

#### Douzième député
- Député élu : André Dupin de Beaumont (Marais).

| Candidat   | Candidat                | Parti      | Second tour* | Second tour* |
| Candidat   | Candidat                | Parti      | Voix         | %            |
| ---------- | ----------------------- | ---------- | ------------ | ------------ |
|            | André Dupin de Beaumont | Marais     | 467          | 75,81        |
|            | Autres candidats        | Divers     | 149          | 24,19        |
|            |                         |            |              |              |
| Votants    | Votants                 | Votants    | 616          | 94,77        |
| Abstention | Abstention              | Abstention | 34           | 5,23         |
| Electeurs  | Electeurs               | Electeurs  | 650          | 100,00       |

* Les résultats détaillés du premier tour ne sont pas connus. André Dupin et Georges Louis Mesurolle, cordelier défroqué de Soissons, arrivent en tête. Le second se retire au profit du premier.

## Rappel des résultats départementaux des élections législatives de 1791

### Élus en 1791
| Collège               | Élu   | Élu        | Élu                       | Élu                  | Battu            | Battu            | Battu              | Battu                |
| Collège               | Parti | Parti      | Nom                       | % suffrages exprimés | Parti            | Parti            | Nom                | % suffrages exprimés |
| Collège               | Parti | Parti      | Nom                       | Dernier tour         | Parti            | Parti            | Nom                | Dernier tour         |
| --------------------- | ----- | ---------- | ------------------------- | -------------------- | ---------------- | ---------------- | ------------------ | -------------------- |
| Collège départemental |       | Marais     | Jean-François Belin       | 57,00 %              |                  | Girondins        | Jean Antoine Debry | 43,00 %              |
| Collège départemental |       | Marais     | Pierre Loysel             | 63,03 %              |                  | Divers           | M. Dupuis          | 36,97 %              |
| Collège départemental |       | Marais     | Guillaume Ducreux         | 93,97 %              |                  | Divers           | Autres candidats   | 6,03 %               |
| Collège départemental |       | Marais     | Jean-Jacques Fiquet       | 78,21 %              |                  | Divers           | Autres candidats   | 21,79 %              |
| Collège départemental |       | Girondins  | Jean-Étienne Fache        | 97,85 %              |                  | Divers           | Autres candidats   | 2,15 %               |
| Collège départemental |       | Marais     | François Lobjoy           | 100,00 %             | Pas d'adversaire | Pas d'adversaire | Pas d'adversaire   | Pas d'adversaire     |
| Collège départemental |       | Girondins  | Jean Antoine Debry        | 96,52 %              |                  | Divers           | Autres candidats   | 3,48 %               |
| Collège départemental |       | Feuillants | Hyacinthe Prosper Carlier | 79,05 %              |                  | Divers           | Autres candidats   | 20,95 %              |
| Collège départemental |       | Marais     | Louis Joly de Bammeville  | 73,13 %              |                  | Divers           | Autres candidats   | 26,87 %              |
| Collège départemental |       | Girondins  | Nicolas-Marie Quinette    | 54,03 %              |                  | Divers           | Autres candidats   | 45,97 %              |
| Collège départemental |       | Marais     | François Prudhomme        | 84,73 %              |                  | Divers           | Autres candidats   | 15,27 %              |
| Collège départemental |       | Marais     | Louis-François Bernier    | 53,37 %              |                  | Divers           | Autres candidats   | 46,63 %              |